# ماري كالفي
ماري كالفي (بالإنجليزية: Mary Calvi)‏ (و. 1969  م) هي صحفية، ومقدمة برامج إذاعية أمريكية، ولدت في نيويورك.

## التعليم
تعلمت في جامعة سيراكيوز.